# Heinrich Böhmer
Heinrich Böhmer, född 6 oktober 1869 och död 25 mars 1927, var en tysk teolog.
Böhmer var professor i kyrkohistoria vid flera tyska universitet, 1915-1927 i Leipzig. Hans första skrifter rörde medeltiden, men sin största betydelse fick han dock som reformationshistoriker och Lutherforskare. Av hans skrifter märks Die Jesuiten (1904, 4:e upplagan 1921), Luther im Lichte der neueren Forschung (1906, 5:e upplagan 1918), Luthers Romfahrt (1914), Studien zur Geschichte der Gesellschaft Jesu (1914), Der junge Luther (1925), samt Gesammelte Aufsätze (1927).